# Ambarisha (rey visnuista)

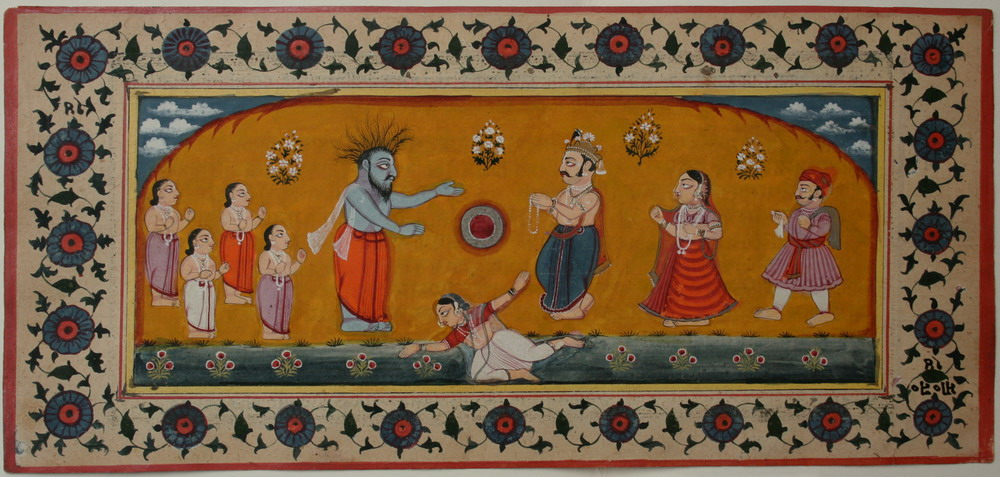
El iracundo santo Durvasa ante el piadoso rey Ambarisha; en el medio flota el letal sudarshaná-chakrá; debajo, la diosa Ganga vadea las aguas. Folio de un manuscrito del siglo XIX del Bhagavata-purana (siglo XI).

En el marco de la mitología hinduista, Ambarisha era un rey santo, devoto del dios Visnú.

## Nombre
- ambarī́ṣa, en el sistema AITS (alfabeto internacional para la transliteración del sánscrito).
- अम्बरीष, en escritura devanagari del sánscrito.
- Pronunciación: /ambarísha/ (en sánscrito)[1] o /ambarísh/ en los idiomas actuales de la India (como el bengalí, el hindí, el maratí, el palí y el urdú).
- Etimología: desconocida.[1]

## Datación de la leyenda
En el Rig-veda (el texto más antiguo de la India, de mediados del II milenio a. C.) se menciona un rishí (sabio vidente) llamado Ambarisha, hijo del rey Vrishagir y compositor de dos himnos del Rig-veda: el 1.100 y el 9.98.
La primera aparición de la leyenda del rey Ambarisha se encuentra en el Majábharata (texto épico-religioso del siglo III a. C.).
Esa leyenda principal de Ambarisha ―su encuentro con el sabio Durvasa― apareció después en varios Puranas, hasta el Bhagavata-purana (texto del siglo XI d. C.).

## Encuentro con Durvasa
La confrontación del malvado santo Durvasa con el rey Ambarisha es una historia famosa del Majábharata.
El rey Ambarish era un gran devoto del dios Visnú.
Él realizó un iagñá (sacrificio donde se ofrecen alimentos al fuego y se recitan oraciones) con un fervor devocional tan grande que el dios Naráiana (Visnú) quedó complacido y le prestó su sudarshaná chakra (su-darshan significa ‘muy visible’; se trata de un disco parecido a los discos ninja, con el que Visnú decapita a los demonios).
En una ocasión, Ambarisha realizó un duadashí vrata (que requiere que la persona ayune durante el ekadashí (el undécimo día después de cada luna llena) y romperlo al comenzar el día duadashí (‘doce’) y alimentar a los brahmanes.
En el momento en que el rey tenía que romper el ayuno (para obtener los beneficios kármicos de haber ayunado), apareció el poderoso sabio Durvasa y fue Ambarish lo recibió con todos los honores.
Durvasa accedió al pedido del rey de ser su invitado de honor, pero le pidió al rey que esperara a que volviera de darse su baño ritual al río.
El momento auspicioso en que el rey tenía que romper el ayuno estaba pasando, pero Durvasa no retornaba.
El rey no podía tomar alimentos antes que un bráhmana, pero no podía irrespetar el voto de romper el ayuno.
El sabio Vásista le aconsejó que rompiera el ayuno de ekadashí tomando apenas una hojita de tulasí con un trago de agua, porque eso «rompía y no rompía» el ayuno. Ambarisha obedeció, realizó el sencillo ritual y esperó al sabio para ofrecerle comida.
Mediante sus poderes mentales, Durvasa percibió que Ambarisha había violado el respeto debido a su investidura como santo brahmán y había comido primero. En su salvaje ira se arrancó un cabello, con él generó un demonio para matar a Ambarisha.
Entonces intervino el sudarshaná del dios Naráiana, que instantáneamente decapitó al demonio y saltó hacia Durvasa para matarlo.
Con sus poderes místicos, Durvasa voló hacia Satialoka, el elevadísimo planeta del dios Brahma, en el extremo más lejano del cielo.
Brahmá le explicó que no podía actuar contra el poder del sudarshaná.
Durvasa voló entonces hasta el monte Kailasa (en este planeta) y le pidió protección al dios Shivá.
Este tampoco podía ayudarlo.
El iracundo sabio, lleno de terror, viajó hasta el océano de leche (también en este planeta) donde está recostado el dios Naráian-Visnú, quien le dijo que no podía hacer nada, ya que él solo estaba atado por la amorosa devoción del rey Ambarisha y le sugirió que le pidiera perdón directamente a su devoto.
Durvasa fue ante Ambarisha, quien le oró al dios Visnú para que retirara el Sudarsaná y salvara a Durvasa.